# اسرارنامه
اسرارنامه یکی از مثنوی‌های مسلم‌السند فریدالدین عطار نیشابوری و احتمالاً از جمله نخستین آثار او بوده است.
این اثر مشتمل است بر ۳۳۰۵ بیت در ۲۲ مقاله. سه مقاله نخستین آن به ترتیب دربارهٔ توحید و نعمت رسول اکرم و فضائل خلفای راشدین است. از مقاله چهارم به بعد دربارهٔ موضوعات گوناگون تصوف است. مقاله پنجم دربارهٔ اهمیت عشق و برتری آن از خرد با ابیات معروف ذیل آغاز می‌شود:
| دلا یک دم رها کن آب و گل را |  | صلای عشق در ده اهل دل را  |
| ز نور عشق شمع جان برافروز   |  | زبور عشق از جانان درآموز. |

در مقالات بعد درباره شماری از اصطلاحات صوفیه مانند شوق و نکات صوفیانه مانند سر جان و تن و نکوهش نفس اماره سخن گفته شده است.
عطار در این مثنوی فلسفه مشایی و عقل استدلالی را نکوهش می‌کند و در عین حال در مقاله هشتم نکات فلسفی متعددی را از دیدگاه عرفانی بیان می‌کند. در این مقاله وی از مراتب موجودات سخن می‌گوید که به ترتیب عبارتند از:
- ۱. ارکان
- ۲. معادن
- ۳. نبات
- ۴. حیوان
- ۵. انسان
- ۶. انبیا
- ۷. محمد

عطار معتقد است جهانی که ما با حواس خود ادراک می‌کنیم موهوم است. به عبارت دیگر ما فقط ظاهر اشیا را می‌بینیم و درک می‌کنیم نه حقیقت و باطن آنها را و اگر حقیقت اشیا را می‌دیدیم درمی‌یافتیم که اصل همه آنها یک چیز است.
از مقاله نهم به بعد عطار به خصوص درباره معاد و احوال آخرت سخن می‌گوید و تقریباً تا آخر کتاب سعی می‌کند یاد مرگ و مردن را در خواننده زنده کند و لذا این کتاب به لحاظ القای مرگ آگاهی درمیان کتاب‌های صوفیانه کم‌نظیر است.